# Glen Affric
Glen Affric ist ein ca. 30 km langes Tal („Glen“) in den schottischen Northwest Highlands. Es befindet sich etwa 24 km westlich von Loch Ness. Durch das Tal und die beiden Seen Loch Affric und Loch Beinn a’ Mheadhoin fließt der River Affric, der sich westlich von Cannich mit dem Abhainn Deabhag zum River Glass vereint. Vor allem der westliche Teil des Tals ist von teils über 1000 m hohen Bergen umrahmt. Nördlich sind neben dem Càrn Eighe (1183 m) als weitere Munros der Mam Sodhail (1181 m), der Tom a' Choinich (1112 m), der Toll Creagach (1054 m) und der An Socach (921 m) zu nennen, südlich der Mullach Fraoch-choire (1102 m) und der Sàil Chaorainn (1002 m).

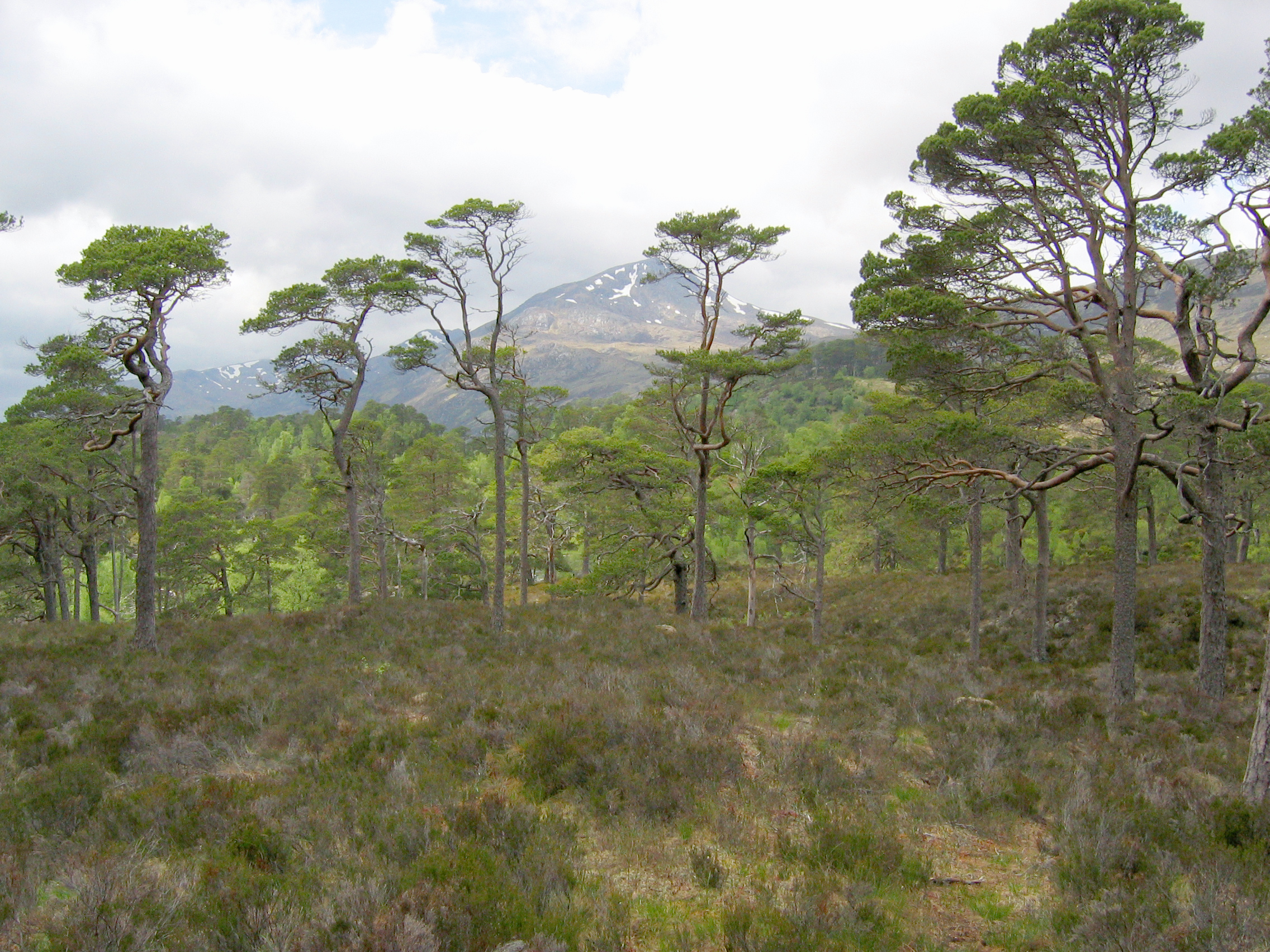
Scots pine im Glen Affric

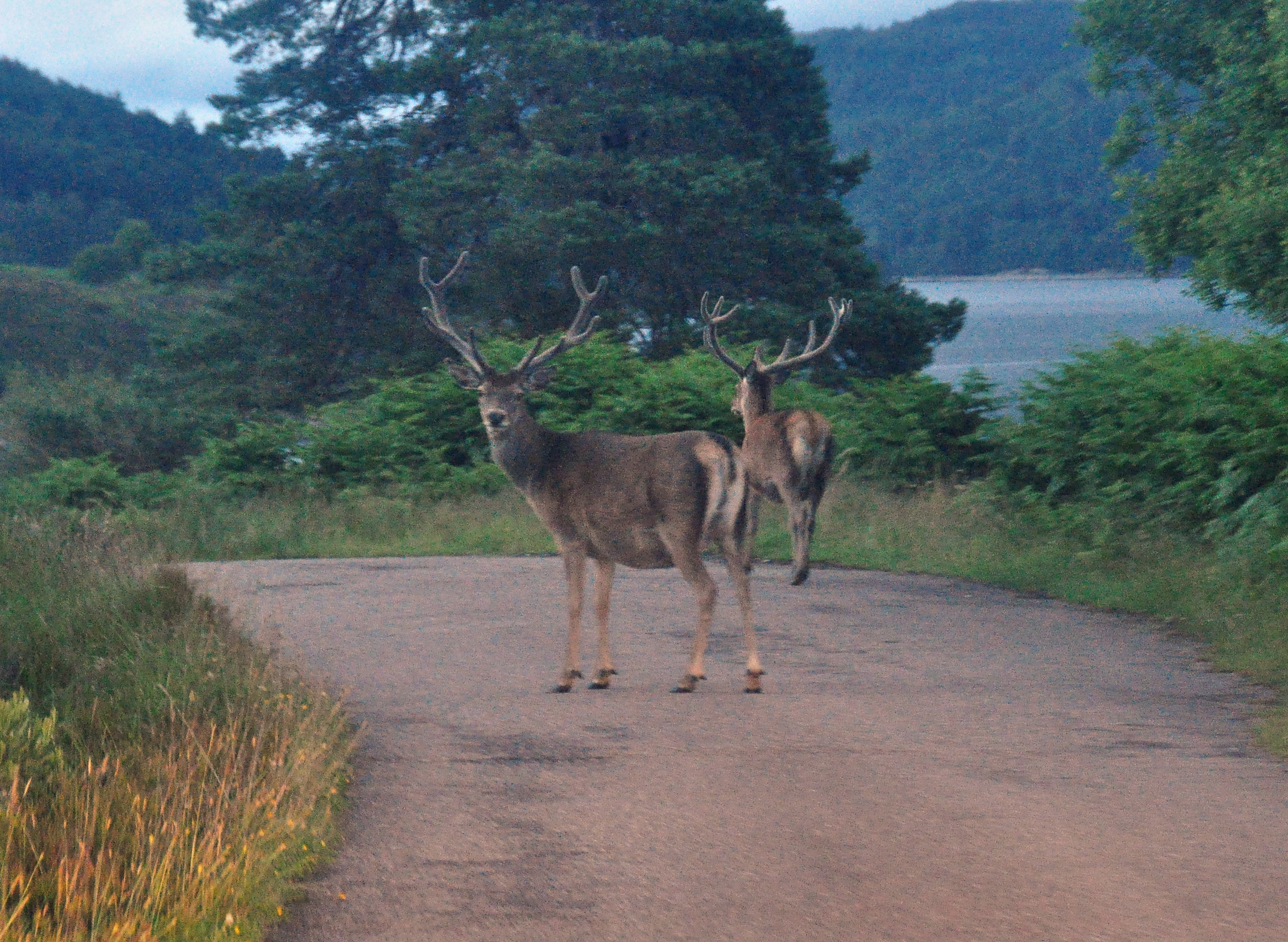
Rothirsche im Glen Affric

Das Tal ist durch einen der größten verbliebenen Bestände an Waldkiefern (englisch: Scots pine) in Schottland gekennzeichnet und wird oft als eines der schönsten schottischen Täler bezeichnet. Es ist daher seit 2001 als National Nature Reserve und National Scenic Area unter Schutz gestellt. Zu Beginn des 20. Jahrhunderts wurden mit dem Ziel einer hohen Nutzholzproduktion auch fremde Baumsorten gepflanzt, wie etwa die Sitka-Fichte. Seit der Übernahme durch die Forestry Commission wird allerdings wieder auf die Pflege der einheimischen Baumarten Wert gelegt. Eine Ausnahme wird lediglich für einen Bestand an Douglasien gemacht, die bei Plodda Falls bis an die 60 Meter hoch sind und damit zu den höchsten Bäumen in Schottland gehören. Bekannt ist Glen Affric neben seinen Kiefernwäldern vor allem für die dort lebenden Rothirsche. Die Vogelwelt ist unter anderem durch den in Schottland endemischen Schottischen Kreuzschnabel sowie Fischadler, Steinadler und Birkhuhn vertreten.
Glen Affric ist infolge der Highland Clearances weitgehend unbewohnt, lediglich am Loch Affric befindet sich eine Jagdlodge. Im oberen Talbereich liegt die nur zu Fuß erreichbare Jugendherberge Alltbeithe. Spuren der früheren Besiedlung lassen sich an verschiedenen Stellen finden, so etwa bei Athnamulloch am Westende von Loch Affric. Bewohnt war das Tal zuvor nur von wenigen Croftern, die ihren Lebensunterhalt vorwiegend durch Viehzucht und illegale Whiskyproduktion sicherten.
Der River Affric wird im unteren Teil des Tales durch das aufgestaute Loch Beinn a' Mheadhoin zur Stromerzeugung genutzt. Das Wasserkraftwerk liegt bei Fasnakyle nahe Cannich. Es wurde als Teil des Affric-Beauly hydro-electric power scheme vom North of Scotland Hydro-Electric Board in Auftrag gegeben. Im Flusslauf befinden sich die Wasserfälle Dog Falls.
Ursprünglich gehörte Glen Affric zum Gebiet des Clans Chisholm. 1721 war das Tal Schauplatz der Schlacht von Glen Affric zwischen dem Clan Ross und dem Clan Mackenzie, einer Auseinandersetzung im Nachgang zum ersten Jakobitenaufstand von 1715. Im 19. Jahrhundert pachtete Lord Tweedmouth das Tal zunächst und erwarb später auch den Guisachan Forest südlich des Tals. Er ließ 1871 die Glen Affric Lodge als Jagdsitz errichten. Der amerikanische Sportler und Millionär Walter Winans pachtete ebenfalls Ländereien im Tal. 1951 ging Glen Affric in den Besitz der Forestry Commission Scotland über.